# Teratyn (gromada)
Teratyn – dawna gromada, czyli najmniejsza jednostka podziału terytorialnego Polskiej Rzeczypospolitej Ludowej w latach 1954–1972.
Gromady, z gromadzkimi radami narodowymi (GRN) jako organami władzy najniższego stopnia na wsi, funkcjonowały od reformy reorganizującej administrację wiejską przeprowadzonej jesienią 1954 do momentu ich zniesienia z dniem 1 stycznia 1973, tym samym wypierając organizację gminną w latach 1954–1972.
Gromadę Teratyn z siedzibą GRN w Teratynie utworzono – jako jedną z 8759 gromad na obszarze Polski – w powiecie hrubieszowskim w woj. lubelskim na mocy uchwały nr 8 WRN w Lublinie z dnia 5 października 1954. W skład jednostki weszły obszary dotychczasowych gromad Łuszczów kol., Łuszczów wieś, Marysin, Miedniki, Odletajka, Teratyn wieś i Teratyn kol. ze zniesionej gminy Uchanie w tymże powiecie. Dla gromady ustalono 16 członków gromadzkiej rady narodowej.
1 stycznia 1960 do gromady Teratyn włączono wieś Mojsławice i kolonię Mojsławice ze zniesionej gromady Mojsławice w tymże powiecie.
1 stycznia 1962 do gromady Teratyn włączono wsie Jarosławiec, Lemieszów i Wysokie ze zniesionej gromady Jarosławiec w tymże powiecie.
1 stycznia 1969 gromadę zniesiono, włączając jej obszar do gromad Moniatycze (wsie Mojsławice i Mojsławice Kolonia) i Uchanie (wsie Teratyn, Teratyn Kolonia, Jarosławiec, Odletajka, Lemieszów, Marysin, Miedniki, Wysokie, Łuszczów Wieś i Łuszczów Kolonia) w tymże powiecie.